# Пролетарск (Брянская область)
Пролетарск — село в Стародубском муниципальном округе Брянской области.

## География
Находится в южной части Брянской области на расстоянии приблизительно 13 км по прямой на восток от районного центра города Стародуб у речки Пронька.

## История
Известно с первой половины XVII века как Новоселки, владение шляхтича Карбовского, с середины XVII века магистратское село, с 1687 владение Романа Ракушки и его наследников. В XVII—XVIII веках входило во 2-ю полковую сотню Стародубского полка. В 1781 году в селе было 12 дворов и 16 хат казаков, 5 дворов и 8 хат подсоседков, 19 крестьянских дворов и 22 хаты бобылей. Никольская церковь упоминается с XVIII века (последнее здание храма построено в 1900-х годах, не сохранилась). В середине XX века работал колхоз «Пролетарий». Современное название села — Пролетарск появилось в конце 1930-х — начале 40-х годов. В 1859 году здесь (село Стародубского уезда Черниговской губернии) было учтено 40 дворов, в 1892 — 76. До 2020 года входило в состав Десятуховского сельского поселения Стародубского района до их упразднения.

## Население
Численность населения: 340 человек (1859 год), 485 (1892), 162 человека в 2002 году (русские 96 %), 124 в 2010.